# Rover L-series
Motor Rover L-series je automobilový naftový motor vyvinutý společností Powertrain Ltd, dceřinou společnosti tehdejší MG Rover Group.

## Historie vývoje a výroby
Motor L-series se začal vyrábět 28. listopadu 1994 a byl prvním naftovým motorem s přímým vstřikováním navržený a vyráběný Roverem. Byl odvozen od již zavedeného motoru Rover MDi / Perkins Prima (Perkins BA / Perkins 4.20 atmosférický a Perkins BB / Perkins T4.20 s turbodmychadlem) použitých ve vozech Austin Montego, Austin Maestro a Leyland Sherpa van prodávaných společností "Freight Rover" (později LDV) v osmdesátých letech. Prakticky se jednalo o naftovou verzi motoru British Leyland O-series. Motor se zprvu vyráběl v malém objemu v továrně v Longbridge pro řadu Rover 600 (verze Job 1) a později se výroba přesunula do továrny v Solihull pro Rover 600 a všechny ostatní modely (verze Job 2). Motor byl mimořádně všestranný a byl osazen v modelech Land Rover Freelander, Rover 200 Mk3, Rover 400 Mk2, Rover 600 a také v evropských verzích Honda Accord a Honda Civic. Byl velmi dobře nastaven tak, aby produkoval mnohem vyšší výkon než bylo u podobných motorů běžné. Pokračování vývoje motoru řady L (pozdější G-series), které mělo obsahovat již i moderní systém vstřikování paliva common-rail bylo v plném proudu, když se automobilka dostala do problémů a následně byl MG Rover poslán do konkurzu a tak nebyl vývoj plně dokončen a motor nebyl automobilkou uveden na trh.

## Technologie výroby
Existuje několik verzí tohoto motoru.
První verzí byl agregát bez mezichladiče plnicího vzduchu s mechanicky regulovaným systémem vstřikování paliva. Tato verze byla k dispozici v modelech Rover 200 a Rover 400 a označení modelu končilo písmenem „D“, tj. SD, SLD atd.
Druhá verze již měla mezichladič a elektronicky řízený systém vstřikování paliva. Tato verze byla k dispozici v modelech Rover 200, Rover 400 a Rover 600. Označení modelu končilo zpravidla „Di“, tj. SDi, SLDi atd.
Poslední a nejnovější motor obsahoval mezichladič plnicího vzduchu a měl také elektronicky řízený vstřikovací systém, který byl přepracován a modernizován. Byl tedy o něco vyspělejší a produkoval větší točivý moment, ale stejný výkon jako dřívější modely. Používal se v modelech Rover 25, Rover 45, MG ZR a MG ZS.
Všechny verze používají vstřikování Bosch v různých provedeních. Neobvyklou vlastností je, že vstřikovací čerpadlo je poháněno ozubeným řemenem ze „zadního“ konce vačkového hřídele nad hlavou, který je poháněn na „předním“ konci dalším ozubeným řemenem připojeným ke klikovému hřídeli.
Motor je z hlediska emisí mimořádně šetrný k životnímu prostředí. Provoz je tichý díky dvoufázovému vstřikování paliva a řízení pomocí ECU (většina modelů) a také díky dobrému časování ventilů a vstřikování (všechny modely). Motor splňuje emisní normu ECD III na kterou se vztahují odchylky pro emise naftových motorů, pokud je instalován s vhodným specifikovaným oxidačním katalyzátorem.
Senzory instalované v motoru neustále poskytují zpětnou vazbu pro ECU ohledně načasování vstřikování, otáček motoru, zatížení, teploty paliva a chladicí kapaliny, plnicího tlaku atd. aby se zajistilo zachování optimálních provozních podmínek.
Základním motorem je konvenční řadový čtyřválec se 2 ventily na válec ovládaný jediným vačkovým hřídelem (SOHC) a hydraulickými zdvihátky.
Blok je vyroben z litiny s hliníkovou hlavou válců a olejovou vanou. Přeplňování zajišťuje turbodmychadlo amerického výrobce AlliedSignal GT15 a do sacího/výfukového systému je začleněn plně modulovaný, buď vzduchem nebo vodou chlazený systém recirkulace výfukových plynů (EGR).
Veškeré příslušenství (posilovač řízení, klimatizace, vodní čerpadlo, vakuová pumpa, alternátor) je poháněno jediným pohonem s jedním řemenem s autotenzorem. Pohony vačkového hřídele a vstřikovacího čerpadla jsou přes dva vícezubé řemeny s automatickým nebo ručním předpínačem.

## Související vývoj
Motor Land Rover Td5, 2,5litrový řadový pětiválec (turbodiesel) použitý v modelu Discovery a Defender měl stejné rozměry vrtání a zdvihu jako série L a použil stejné rozměry pístů, ojnic a klikového hřídele. Td5 však nebyl pouhým pětiválcem řady L. Místo přímého vstřikovacího systému řady L bylo použito elektronické vstřikování Lucas jakož i hlava válců s průtočným tokem a velmi odlišné uspořádání pomocných zařízení. Motor Td5 byl vyvinut společností Rover Group pod kódovým názvem „Project Storm“, který měl původně vyvinout náhradní řadu turbodieselů, které nahradí řadu L, se čtyřmi, pěti a šestiválcovými motory o objemu 2, 2,5, a 3 litry. Když společnost BMW převzala skupinu Rover Group, přinesli vlastní řadu dieselových motorů, díky nimž byly dvou a třílitrové motory Storm zbytečné. Do výroby vstoupil pouze Td5, protože se jednalo o jediný dieselový motor skupiny BMW nebo Rover Group, který by do Discovery and Defender zapadal (délka motoru) s dostatečným výkonem a měl tehdy aktuální systém přímého vstřikování.

## Specifikace
Motor L-series je k dispozici v řadě výkonových variant:
- 63 kW (84 hp) Turbo/bez mezichladiče (produkce ukončena v roce 2000)
- 78 kW (105 hp) Turbo/s mezichladičem (Točivý moment: 210 Nm při 2000 rpm)
- 83 kW (111 hp) Turbo/s mezichladičem
- 74 kW (99 hp) Turbo/s mezichladičem (v pozdějších modelech)
- 85 kW (114 hp) Turbo/s mezichladičem (v pozdějších modelech)

Parametry:
- Zapalovací sekvence – 1-3-4-2
- Plnicí tlak – 14 psi (0,97 bar)
- Tlak paliva – 20 500 psi (1410 bar) max